# Bursera
Bursera é um género botânico pertencente à família Burseraceae.